# Trận A Sầu
Trận A Sầu là một trong những trận đánh quan trọng trong Chiến tranh Việt Nam, diễn ra từ ngày 9 tháng 3 đến ngày 10 tháng 3 năm 1966 tại Thung lũng A Sầu, thuộc địa phận tỉnh Thừa Thiên, miền Nam Việt Nam. Kết quả là chiến thắng của lực lượng Quân Giải phóng miền Nam Việt Nam và gần 400 thương vong của quân Mỹ và Việt Nam Cộng hoà.

## Bối cảnh
Trong Chiến tranh Việt Nam, A Lưới là điểm yết hầu trên đường mòn Hồ Chí Minh. Do đó, Quân đội Mỹ và Việt Nam Cộng hòa tập trung xây dựng các cụm căn cứ quân sự ở A Sầu (A So), A Co, A Lưới với hỏa lực cực mạnh và liên hoàn gồm pháo binh, thiết giáp và máy bay yểm trợ, suốt ngày đêm lùng sục, đánh phá, nhằm chặt đứt tuyến vận tải chi viện của Quân Giải Phóng. Phải khai thông đường 559 qua khu vực Trị-Thiên là nhiệm vụ của Sư đoàn 325B thuộc Quân đoàn 2 thuộc Quân Giải phóng, bên cạnh bộ đội địa phương và dân quân du kích các dân tộc thiểu số miền tây Trị-Thiên.

## Diễn biến
5 giờ sáng 10/3/1966, các trung đoàn 95, 101, 88 của Quân Giải phóng được trang bị cối 120, DKZ, 82,... phối hợp với cùng quân dân địa phương các quận 1, 3, 4, các xã Hồng Hạ, Hồng Quảng, Hồng Bắc, Hương Lâm... đã đồng loạt nổ súng tiến công. Ðến 10 giờ 11-3, lá cờ giải phóng đã tung bay trên cứ điểm A Sầu. Quân đội Hoa Kỳ và VNCH thiệt hại hơn 1000 lính, nhiều máy bay và pháo Sân bay A Sầu cũng là địa điểm thu hút hỏa lực của QGP